# Грирсон, Джон
Джон Гри́рсон (англ. John Grierson; 26 апреля 1898, Динстон, Стерлинг, Шотландия, Великобритания — 19 февраля 1972, Бат, Сомерсет, Англия, Великобритания) — британский и канадский монтажёр, оператор, сценарист, кинопродюсер и кинорежиссёр-документалист шотландского происхождения. Один из главных основоположников и лидеров «школы английского документального кино», которую даже называют «школой Грирсона».

## Биография
Родился в семье школьного учителя. Во время Первой мировой войны служил на минных тральщиках в Королевском военно-морском флоте. В 1924 году окончил Университет Глазго, продолжив учёбу в Чикагском университете. Публиковался в газете «The New York Sun» как кинокритик. 
В 1927 году вернулся в Великобританию. В 1928 году возглавил киноотдел при Имперском торговом совете, который в течение нескольких лет финансировал производство неигровых лент. В 1929 году дебютировал в кино. В 1930—1933 годах был директором кинематографического объединения по покупке и продаже фильмов (Empire Marketing Board). Был инициатором приглашения Роберта Флаэрти в Англию, первым опытом работы которого на новом месте стала фильм «Индустриальная Британия» (1931—1932), снятый при деятельном участии Грирсона. В 1933 году возглавил киноотдел при Главном почтовом ведомстве. В 1936 году основывал фирму «Филм сент», которая взяла на себя функции по координации связей кинематографистов и финансистов, готовых вложить средства в создание неигрового кино. В 1938—1945 годах работал в Канаде. 
В 1946—1950 годах работал в ЮНЕСКО. В конце 1946 года принял участие в первой Генеральной конференции ЮНЕСКО в Париже. В 1956 году был председателем жюри 17-го Венецианского кинофестиваля. В 1957—1967 годах работал на шотландском телевидении.
Зигфрид Кракауэр охарактеризовал его как «основоположника и вождя документального направления британского кино».

## Память
- В 1972 году была учреждена ежегодная премия Джона Грирсона (англ. Grierson Award), которая вручается документалистам в девяти категориях.
- В 1973 году канадские документалисты сняли фильм о своём коллеге.

## Фильмография

### Монтажёр
- 1929 — Рыбачьи суда / Drifters

### Оператор
- 1934 — Частная жизнь Ганнетов / The Private Life of the Gannets (к/м)
- 1934 — Траулер из Грентона / Granton Trawler (к/м)

### Сценарист
- 1934 — Траулер из Грентона / Granton Trawler (к/м)
- 1961 — Большие корабли идут в море / Seawards the Great Ships

### Режиссёр
- 1929 — Рыбачьи суда / Drifters
- 1934 — Траулер из Грентона / Granton Trawler (к/м, с Эдгаром Энстеем[англ.])

### Продюсер
- 1931 — Индустриальная Британия / Industrial Britain (к/м, с Робертом Флаэрти)
- 1934 — Песнь о Цейлоне / The Song of Ceylon (к/м)
- 1934 — Траулер из Грентона / Granton Trawler (к/м)
- 1935 — Цветной ящик / A Colour Box (к/м)
- 1935 — Угольный забой / Coal Face (к/м)
- 1936 — Ночная почта / Night Mail (к/м)
- 1937 — Мы живём в двух мирах / We Live in Two Worlds (к/м, режиссёр А. Кавальканти)
- 1938 — Северное море / North Sea (к/м)
- 1938 — Лицо Шотландии / The Face of Scotland (к/м)
- 1938 — Богатство нации / Wealth of a Nation (к/м)
- 1941 — Остров Черчилль / The Churchill Island (к/м)
- 1952 —  / Brandy for the Parson
- 1952 — Парни не плачут / The Brave Don't Cry
- 1952 — Мисс Робин Гуд / Miss Robin Hood
- 1952 —  / Time, Gentlemen, Please!
- 1952 —  / You're Only Young Twice
- 1952 —  / Judgment Deferred
- 1953 —  / The Oracle
- 1953 —  / Background
- 1953 —  / Laxdale Hall
- 1954 —  / Devil on Horseback
- 1954 —  / Child's Play
- 1956 — Человек Африки / Man of Africa

## Сочинения
- The fate of British film. — London, 1937.